# 嵩湖乡
嵩湖乡，是中国江西省抚州市临川区所辖的一个乡。

## 行政区划
嵩湖乡下辖以下村级行政区划单位
嵩湖街社区、嵩湖村、上聂村、官家村、曹家村、下泽村、陈油村、廖家村、加升村、范家村、江下村和付家村。